# 카를 에미히 추 라이닝겐 후자

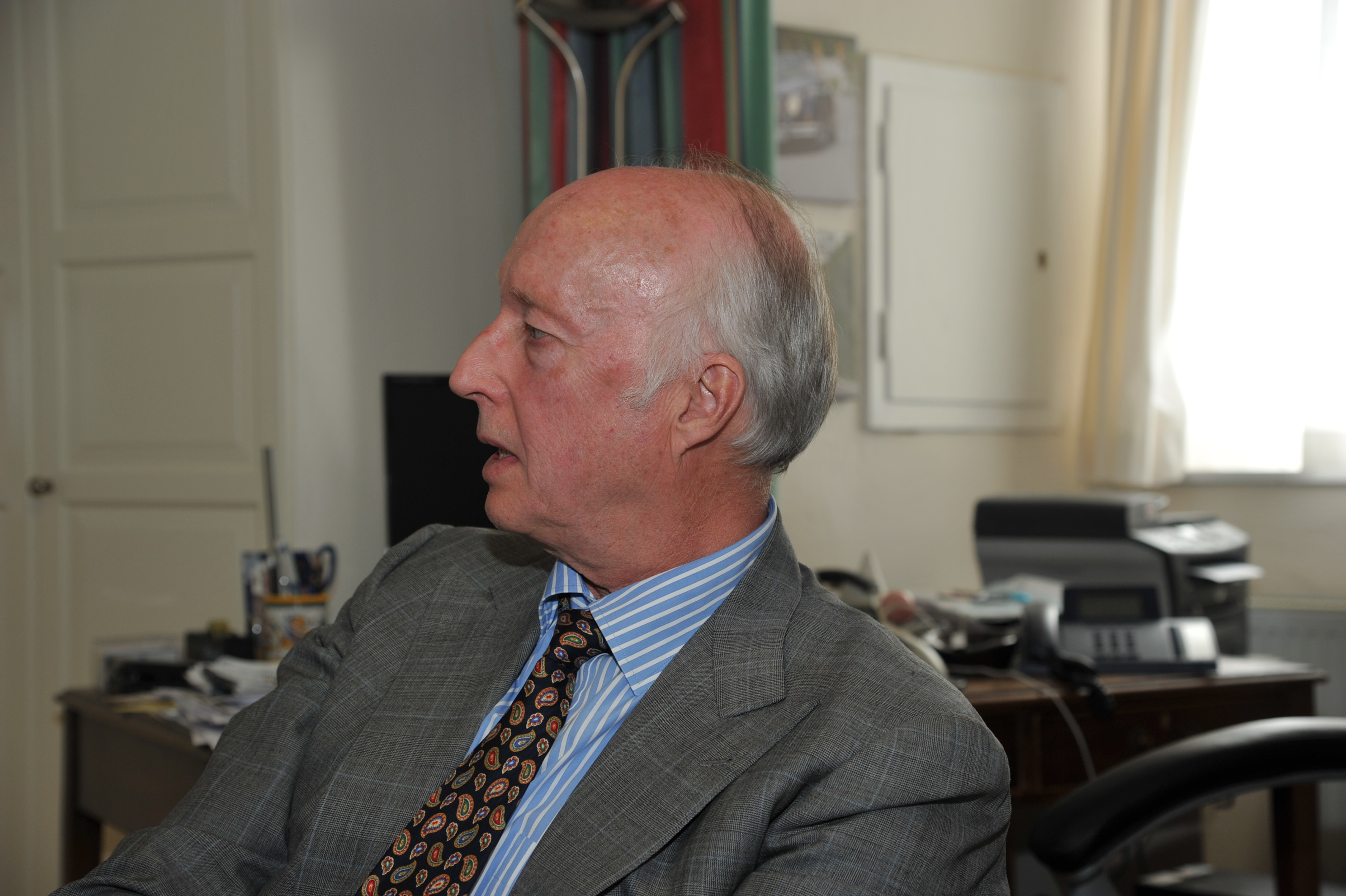
카를 에미히 추 라이닝겐 후자

라이닝겐 후자 카를 에미히(Prince Karl Emich of Leiningen, 1952년 6월 12일 ~ )는 황제 즉위를 지지하는 군주당 지지자들에게 황제 니콜라이 3세라는 왕실 이름으로 인정받은 그는 에미히 키릴 추 라이닝겐 후자와 그의 아내인 올덴부르크 대공국의 에일리카 공작부인의 장남이며, 제8대 라이닝겐 후자 안드레아스의 형이다.
그는 1924년 망명에서 러시아 왕관을 차지한 대공 키릴 블라디미로비치의 장녀 마리야 키릴로브나 여대공의 손자로서 1917년까지 로마노프 제국 제국의 해체된 왕좌를 주장한 인물이다. 그는 러시아의 알렉산드르 2세 황제의 증손자이자 러시아의 대공 블라디미르 키릴로비치의 손자이다. 2013년, 러시아 군주당은 그를 루터교에서 동방 정교회로 개종한 후 러시아 왕좌의 주요 후계자로 선언했고, 2014년에는 카를 에미히가 니콜라이 3세 황제로서 제국의 존엄성을 유지하기로 합의한 황실 왕좌의 형성을 발표했다. 이에 따라 그는 모스크바 총대주교가 인정하는 널리 인정받는 왕위 계승자인 러시아의 마리야 블라디미로브나 여대공과 경쟁하게 되었다.
그는 또한 과거에 라이닝겐 가문의 수장을 맡았다.